# Carlina lanata
Carlina lanata ist eine Pflanzenart aus der Gattung Eberwurzen (Carlina) in der Familie der Korbblütler (Asteraceae).

## Merkmale
Carlina lanata ist ein ein-, selten zweijähriger Schaft-Therophyt, der Wuchshöhen von 5 bis 40 Zentimetern erreicht. Der völlig krautige Stängel ist einfach- oder nur gering verzweigt. Die Unterseite der Blätter ist ausdauernd filzig. Die oberen Blätter sind länglich-elliptisch bis lanzettlich, steif und weisen lange, sparrige Dornen auf. 
Die Köpfchen haben einen Durchmesser von 12–15 bis 20–25 Millimetern. Die äußeren Hüllblätter messen 25 bis 60 × 10 bis 12 Millimeter und sind lanzettlich. Die Früchte sind 3 Millimeter lang, der Pappus 12 Millimeter.
Die Blütezeit reicht von Juni bis August.
Die Chromosomenzahl beträgt 2n = 20 oder 18.

## Vorkommen
Die Carlina lanata kommt im Mittelmeerraum vor. Die Art wächst in Phrygana, Sandflächen, Brachland und Äckern. Auf Kreta ist sie in Höhenlagen von 0 bis 300 Meter zu finden.